# 戴和根
戴和根（1966年1月—），男，汉族，安徽绩溪人，中华人民共和国政治人物。现任中国化学工程集团有限公司党委书记、董事长。第十四届全国政协委员。其子是戴威。